# Carlo Miani
Carlo Miani (Trieste, 27 agosto 1914 – Perugia, 16 aprile 1994) è stato un militare e aviatore italiano, che fu un pluridecorato ufficiale pilota della Regia Aeronautica durante il corso della seconda guerra mondiale. Dopo l'armistizio dell'8 settembre 1943 aderì alla Repubblica Sociale Italiana, entrando nell'Aeronautica Nazionale Repubblicana di cui fu comandante del 2º Gruppo caccia "Gigi Tre Osei". Asso dell'aviazione italiana durante la seconda guerra mondiale con otto abbattimenti..

## Biografia
Nacque a Trieste il 27 agosto 1914 da famiglia originaria di Pola, figlio di Carlo e Antonia Grafitsch. Dopo aver conseguito la maturità classica entrò nella Regia Aeronautica come ufficiale di complemento nel settembre 1935. Il 21 marzo 1938 fu inquadrato nell'Aviazione Legionaria, corpo di spedizione aereo italiano nella Guerra di Spagna; fa parte di una squadriglia (da caccia) appartenente al XVI Gruppo Caccia Terrestre Cucaracha, equipaggiata con i Fiat C.R.32. Sui cieli iberici partecipa a missioni di scorta ai bombardieri S.M.81 Pipistrello, S.79 Sparviero, B.R.20 Cicogna e a duelli aerei nel corso dei quali riesce anche ad abbattere un caccia Polikarpov sovietico.

### Regia Aeronautica (guerra 1940-1943)
La seconda Guerra Mondiale lo vede pilota caccia nei Balcani, in Grecia e in Russia. Nel 1942 comanda la 360ª Squadriglia, 150º Gruppo del 51º Stormo Caccia, allora equipaggiata con gli Aermacchi C.202 Folgore. Nel giugno dello stesso anno è decorato al valore per azioni di combattimento nel corso della battaglia di Pantelleria. Col grado di capitano pilota continua ad operare sui cieli del Mediterraneo e in Nordafrica, qui viene ferito dopo un mitragliamento inglese ed è costretto ad un allontanamento (temporaneo) dal volo. Nel luglio 1943, dopo l'invasione della Sicilia, combatte strenuamente in difesa del territorio nazionale.
Prima dell'8 settembre 1943 ha già superato la "quota asso" (cinque abbattimenti) e ricevuto diverse decorazioni.

### Aeronautica Nazionale Repubblicana (1943-1945)
In seguito all'armistizio dell'8 settembre 1943, risponde al Bando Botto per la ricostituzione di reparti aerei italiani nei ranghi delle Forze Armate della RSI. 
Nel corso del 1944, col grado di maggiore, si avvicenda al tenente colonnello pilota Aldo Alessandrini quale comandante del 2º Gruppo caccia "Gigi Tre Osei", compiendo con esso diverse missioni nel Nord Italia di contrasto ai bombardieri alleati. Nei primi mesi del 1945 ottiene il comando dell'unità; il 2 aprile 1945 guida l'ultima azione di guerra quando 30 caccia Messerschmitt Bf.109G intercettano una grossa formazione di bombardieri e caccia alleati, che avevano colpito Vipiteno, sul lago di Garda. Nonostante le numerose vittorie reclamate il gruppo uscì dal combattimento semidistrutto. La fine delle ostilità comportò il conseguente scioglimento del reparto.

### Dopoguerra
La neonata Aeronautica Militare Italiana non riconosce agli aviatori della RSI il periodo di servizio nell'ANR in termini di anzianità, promozioni e avanzamento di grado. Egli, come molti suoi colleghi, si trova di fronte a due possibilità: tornare a volare, rinunciando al grado conseguito, maggiore, e alle decorazioni ottenute tra il 1944 e il 1945, oppure abbandonare la carriera. Sceglierà ancora la via del cielo, ma da pilota civile. Dal 1949 al 1952 è pilota per le compagnie SISA e ALI Flotte Riunite. Negli anni Cinquanta è comandante presso la LAI (la compagnia si fonderà con Alitalia nel 1957).
L'AMI gli riconosce il grado di maggiore pilota solo nel 1955 e in posizione ausiliaria. Il congedo dall'Arma arriva nel 1962 da tenente colonnello. Nell'aviazione civile resta fino al pensionamento, metà anni Settanta. 
L'ultimo comandante del 2º Gruppo caccia "Gigi Tre Osei" muore a Perugia il 16 aprile 1994. Un suo familiare, il nipote Mario Arpino, ricoprì la carica di Capo di stato maggiore dell'Aeronautica Militare e poi Capo di stato maggiore della difesa.

## Curiosità
Nel 2º Gruppo Caccia Terrestre dell'ANR vola, tra gli altri, con Mario Bellagambi, Ugo Drago, Ferruccio Vignoli e Fausto Fornaci, assi pluridecorati dell'aviazione italiana.
Seppure citato in diversi testi di storia aeronautica, del comandante Miani si ha a disposizione scarso materiale fotografico. Alcuni suoi scatti sono raccolti in A difendere i cieli d'Italia-Racconti e testimonianze dei piloti dell'Aeronautica Nazionale Repubblicana, 1943-1945 (Ed. Eclettica, Massa 2014), libro nel quale la vita del pilota (insieme a quelle di altri commilitoni) è ricostruita anche attraverso le parole del nipote, il generale dell'AM Mario Arpino.